# مارسيل ويلارد
مارسيل ويلارد (بالفرنسية: Marcel Willard)‏ هو محامي وسياسي فرنسي، ولد في 25 يوليو 1889 في الدائرة التاسعة في باريس في فرنسا، وتوفي في 17 فبراير 1956 في باريس في فرنسا. حزبياً، نشط في الحزب الشيوعي الفرنسي. وقد انتخب عضو مجلس الشيوخ في الجمهورية الرابعة.